# Circuit professionnel de golf féminin
Les circuits professionnels de golf féminin représentent le haut niveau du golf, un circuit consiste à mettre en place et organiser un calendrier avec des tournois hebdomadaires auxquels les golfeuses participent. Chaque circuit est limité à une zone géographique bien qu'il arrive que certains tournois d'un circuit peuvent se dérouler sur une autre zone.

## Histoire
Le golf féminin est organisés autour de circuits régionales indépendantes. Les golfeuses de premier plan ont ainsi la possibilité de prendre part à des tournois dotés de plus d'un million d'euros (ou de dollars américains) leur permettant d'être un des sports les plus rémunérateurs derrière le tennis.

## Les circuits

### Circuits principaux
Il y a quatre principaux circuits féminins, qui offrent le plus de points pour le classement mondial de golf féminin :
- LPGA Tour (États-Unis, 1950) ;
- LPGA of Japan Tour (Japon, 1968) ;
- LPGA of Korea Tour (Corée du Sud, 1978) ;
- Ladies European Tour (Europe, 1978).

Ils sont suivis par huit autres tournois également pris en compte à degré moindre par le classement mondial de golf féminin
- WPGA Tour of Australasia
- China LPGA Tour
- LET Access Series
- Japan LPGA Step Up Tour
- Korea LPGA Dream Tour
- Epson Tour (LPGA)
- Taiwan LPGA Tour
- Thai LPGA Tour

Le LPGA Tour est le circuit hégémonique du golf professionnel féminin, auquel les meilleures golfeuses du monde prennent part. Le JLPGA Tour et le KLPGA permettent également à de nombreuses golfeuses de bien gagner leur vie, comme en témoigne le nombre de joueuses ayant gagné plus de 100 000 $ en 2021 :
- LPGA Tour : 111
- Japan Ladies PGA (11 514 000 ¥) : 69[1]
- LPGA of Korea Tour (118 989 000 KRW) : 60
- Ladies European Tour (88 292 €) : 21

### Circuits secondaires et tertiaires
Des circuits secondaires permettent d'accéder aux circuits principaux et offrent des points pour le classement mondial de golf féminin :
- LPGA Futures Tour, sponsorisé par Epson depuis 2022 (États-Unis, 1981), permettant d'accéder au LPGA depuis 1999 ;
- Step Up Tour (Japon, 1991), permettant d'accéder au JLPGA depuis sa création ;
- KLPGA Dream Tour (Corée du Sud, 2000), permettant d'accéder au KLPGA depuis sa création ;
- LET Access Series (Europe, 2010), permettant d'accéder au LET depuis sa création.

Les deux circuits tertiaires existants n'offrent pas de points pour le classement mondial de golf féminin :
- Jump Tour (Corée du Sud, 2006), permettant d'accéder au Dream Tour ;
- Womens All Pro Tour (États-Unis, 2019), offrant depuis 2020 des places pour des tournois de l'Epson Tour et un accès direct au second tour du tournoi de qualification du LPGA Tour.

### Autres circuits
Deux autres circuits permettent de gagner des points pour le classement mondial de golf féminin :
- Taiwan LPGA Tour (en) (Taïwan, 2003) ;
- China LPGA Tour (en) (Chine, 2008).

D'autres circuits n'offrent pas ou plus de points pour le classement mondial de golf féminin :
- Swedish Golf Tour (en) (pays scandinaves, 1986), qui permettait d'accéder au LET de 2005 à 2011 ;
- All Thailand Golf Tour (en) (Thaïlande, 1999) ;
- Thai LPGA Tour (en) (Thaïlande, 2008) ;
- The East Coast Women’s Professional Golf Tour (États-Unis, 2022).

### Circuits seniors
Deux circuits seniors existent :
- The Legends of the LPGA (États-Unis, 2000) ;
- Champions Tour de la KLPGA (Corée du Sud, 2004).